# Кизилкумський сільський округ (Шардаринський район)
Кизилку́мський сільський округ (каз. Қызылқұм ауылдық округі, рос. Кызылкумский сельский округ) — адміністративна одиниця у складі Шардаринського району Туркестанської області Казахстану. Адміністративний центр та єдиний населений пункт — село Кизилкум.
Населення — 4146 осіб (2021; 2364 у 2009, 1886 у 1999, 1931 у 1989).
Станом на 1989 рік існувала Кизилкумська сільська рада (село Кизилкум).